# Hilary Labow
Hilary Labow, nota anche come Hilary Farr (Toronto, 31 agosto 1951), è un'attrice canadese.

## Biografia
Deve la sua popolarità alla partecipazione alla commedia musicale The Rocky Horror Picture Show (1975) di Jim Sharman, nella quale ha interpretato la parte di Betty Munroe Hapschatt.

## Filmografia

### Cinema
- Layout for 5 Models (1971)
- Sex Farm (1973)
- Never Mind the Quality: Feel the Width (1973)
- Stardust: Una stella nella polvere (1974)
- Legend of the Werewolf (1975)
- The Rocky Horror Picture Show (1975)
- Città in fiamme (City on Fire) (1979)
- Incontri stellari (The Return) (1980)

### Televisione
- Well Anyway - serie TV, un episodio (1976)
- Within These Walls - serie TV, 1 episodio (1976)
- Ralph supermaxi eroe (The Greatest American Hero) - serie TV, 1 episodio (1982)
- Appartamento in tre (We Got It Made) - serie TV, 1 episodio (1984)
- I giorni della nostra vita (Days of Our Lives) - soap opera (1985)